# 東村山黒焼きそば
東村山黒焼そば（ひがしむらやまくろやきそば）は東京都東村山市のご当地焼きそば。イカスミ入りソースを用いた黒い焼きそばである。

## 概要
東村山市内の調味料メーカー・ポールスタアが製造・販売する「東村山黒焼そばソース」をソースの50%以上に使用した焼きそばである。使用する具や味付け、盛りつけには制限がなく、各店舗でさまざまにアレンジされている。
以下に東村山市内で提供されている東村山黒焼きそばの例を挙げる。
ぼん天久米川店（中華料理店）
黒焼そばソースに黒コショウと醤油、砂糖を少量混ぜるだけで炒める。
ラーメン本舗まるみ
麺を中国醤油であらかじめ味付けし、ウスターソースを混ぜて炒める。
一翠（中華料理店）
黒焼きそばソースとオイスターソースと混ぜ、キクラゲ、イカ、モヤシ、豚肉と炒めた後にマヨネーズを散らした四角い専用皿に盛る。
2012年からは、東村山市内の学校給食としても提供されている。なお、給食用の黒焼そばソースはポールスタアから無償提供される。

## 経緯
#東村山黒焼そばソースも参照。
ポールスタアは2008年に東村山黒焼そばソースを発売。
2009年にポールスタアは「東村山黒焼きそば食べ歩きキャンペーン」を開催し、東村山市内の飲食店約60店が参加、これをきっかけに多くの飲食店で通年で提供されるようになった。
以降、黒焼そばの食べ歩きキャンペーンは毎年6月、7月から「黒の日」と名付けた同年9月6日まで開催するようになっている。キャンペーン参加料理は、焼きそばに限定していないので、黒焼そばソースを使った焼きうどん、ピザなどを出す店もある。

## イメージキャラクター
よしくん
新田義貞をモデルとする。

## 東村山黒焼そばソース
東村山黒焼そばソースは、東村山市内の調味料メーカー・ポールスタアが新たな東村山名物になることを目標に2006年ごろから開発をはじめ、2008年より販売している焼きそば用ソースの製品名。
ポールスタア社長の桜井憲一は東村山市で生まれ育ったが、取引先との会話の中で東村山市が埼玉県内を間違われることもあり、寂しい思いをすることもあった。そこで、屋台などで手軽に提供できる焼きそばに着目し、焼きそばソースの開発を行う。
1333年、鎌倉幕府討伐の兵を挙げた新田義貞は久米川の戦い前夜、八国山に陣を構えたが鎌倉幕府方に発見されるのを警戒して夜食の米に炭をかけて食べたという伝説が残っており、このイメージからイカ墨の焼きそばソースとなった。
ウスターソースに、イカ墨と、鹿児島特産の黒酒、トマト、リンゴなどの野菜や果物にシナモン、ナツメグ、クローブ、セージなどおよそ10種類のスパイスを配合したソースである。
東村山市内の約100店舗（2021年時点）で、東村山黒焼そばソースを使用した料理が提供されており、焼きそばに留まらず、「黒いたこ焼き寿司」なども販売されている。

### 東村山ブラックカレー
東村山ブラックカレーは、東村山黒焼そばソースを使用したカレーライス。東村山市の学校給食にも取り入れられている。
東村山市立久米川東小学校5年生（当時）の森涼葉が夏休みの自由研究として食品ロス削減や地産地消をテーマに選び、自宅にあった地元産野菜と黒焼そばソースなどでレシピを考案したもの。

## タイアップ製品
2021年に山崎製パンから「ランチパック 東村山黒焼きそばと赤焼きそば」が期間限定、地域限定で販売された。
2023年にフジパンから「スナックサンド 東村山黒焼きそば」が期間限定、地域限定で販売された。なお、同時に埼玉県所沢市のご当地焼きそばところざわ醤油焼きそばを再現した「スナックサンド ところざわ醤油焼きそば」も発売され、SNSで両商品の人気投票キャンペーンも実施された。